# Vadu Negrilesei, Suceava
Vadu Negrilesei (denumire populară Șfarțîntal sau Șfarț, germană Schwarzthal) este un sat în comuna Stulpicani din județul Suceava, Bucovina, România. A fost înființată de coloniștii germani.

## Recensământul din 1930
Componența etnică a satului Vadu Negrilesei
     Germani (97,74%)
     Români (1,4%)
     Altă etnie (2,05%)
Componența confesională a satului Vadu Negrilesei
     Romano-catolici (97,53%)
     Ortodocși (2,26%)
     Reformați\Calvini (0,21%)
Conform recensământului efectuat în 1930, populația satului Vadu Negrilesei se ridica la 486 locuitori. Majoritatea locuitorilor erau germani (97,74%), cu o minoritate de români (0,21%). Din punct de vedere confesional, majoritatea locuitorilor erau romano-catolici (97,53%), dar existau ortodocși (2,26%) și reformați\calvini (0,21%). 

 Acest articol despre o localitate din județul Suceava este deocamdată un ciot. Puteți ajuta Wikipedia prin completarea lui.